# Grammitis moniliformis
Grammitis moniliformis là một loài dương xỉ trong họ Polypodiaceae. Loài này được Lag. ex Sw. Proctor mô tả khoa học đầu tiên năm 1965.